# Которка (Бузеу)
Которка (рум. Cotorca) — село у повіті Бузеу в Румунії. Входить до складу комуни Глодяну-Сіліштя.
Село розташоване на відстані 71 км на північний схід від Бухареста, 36 км на південь від Бузеу, 115 км на південний захід від Галаца, 132 км на південний схід від Брашова.

## Населення
За даними перепису населення 2002 року у селі проживали 892 особи. Рідною мовою 891 особа (99,9%) назвала румунську.
Національний склад населення села:
| Національність | Кількість осіб | Відсоток |
| -------------- | -------------- | -------- |
| румуни         | 856            | 96,0%    |
| цигани         | 36             | 4,0%     |